# Cinja Tillmann
Cinja Tillmann (Senden, 13 juli 1991) is een beachvolleyballer uit Duitsland.
Tillmann speelt sinds 2009 internationale wedstrijden.
In 2010 wordt ze samen met Christine Aulenbrock Europees kampioene O20.
Op de Europese kampioenschappen in 2020 werd Tillmann samen met Kim Behrens tweede, en 2024 samen met Svenja Müller kampioen.